# Jean-Jacques Kieffer
Jean-Jacques Kieffer (1857 Guinkirchen–1925 Bitche) fue un naturalista y entomólogo francés, especializado en el estudio de insectos parásitos. Educado para convertirse en religioso, Kieffer enseñó Ciencias naturales en Bitche, Lorena mientras trabajaba en la descripción y clasificación de insectos. Esa obra y posteriores publicaciones se transormarían en una predominante fuente de descripción y clasificación para entomólogos a principios del siglo XX, particularmente en relación con avispas parasitoides, moscas y mosquitos.

## Honores
Kieffer recibió el doctor honoris causa de la Universidad de Estrasburgo en 1904.

## Algunas publicaciones
- Beschreibung neuer Proctotrypiden und Evaniiden. Arkiv for Zoologi 1: 525-562. 1904
- Hymenoptera. Fam. Scelionidae. Addenda et corrigenda. Genera Insectorum 80: 61-112. 1910
- Hymenoptera, Proctotrupoidea. Transactions of the Linnean Society of London, Zoology 15: 45-80. 1912
- Proctotrupidae, Cynipidae et Evaniidae. Voyage de Ch. Alluaud et R. Jeannel en Afrique Orientale (1911-1912). Résultats scientifiques. Hyménoptères 1: 1-35. 1913
- Proctotrypidae (3e partie). pp 305-448 in André, E. Species des Hyménoptères d'Europe et d'Algérie. Vol. 11. 1914
- Neue Scelioniden aus den Philippinen-Inseln. Brotéria 14: 58-187. 1916
- Diapriidae. Das Tierreich. Vol. 44. Walter de Gruyter & Co., Berlín. 1916 627 pp.
- Scelionidae. Das Tierreich. Vol. 48. Walter de Gruyter & Co., Berlín. 1926 885 pp.

## Colecciones
Kieffer no poseyó de colecciones. En vez, trabajó en material de museo especialmente del Muséum national d'histoire naturelle que contiene Types de las familias del orden Hymenoptera: Proctotrupidae, Platygasteridae, Ceraphronidae, Diapriidae, Scelionidae, Bethylidae, Dryinidae, Embolemidae. Algún otro material era proveído por el Liceo Técnico y del Liceo Profesional Henri Nominé, de Sarreguemines.
- La abreviatura «Kieff.» se emplea para indicar a Jean-Jacques Kieffer como autoridad en la descripción y clasificación científica de los vegetales.[3]